# Fonti e storiografia sulla guerra civile romana (49-45 a.C.)
Per fonti e storiografia della guerra civile romana dal 49 al 45 a.C. si intendono le principali fonti (letterarie, numismatiche, archeologiche, ecc.) contemporanee a questo periodo della storia romana repubblicana, nonché la descrizione degli eventi di quel periodo e l'interpretazione datane dagli storici, formulandone un chiaro resoconto (logos), grazie anche all'utilizzo di più discipline ausiliarie.

## Fonti biografiche
Le principali fonti della guerra civile combattuta negli anni 49 - 45 a.C. sono rappresentate dalle biografie di Svetonio (Vite dei dodici Cesari) e di Plutarco (Vite parallele), oltre ad Appiano di Alessandria (Storia romana, XIV - Guerre civili, II), Cassio Dione Cocceiano (Historia Romana), Velleio Patercolo (Historiae Romanae ad M. Vinicium consulem libri duo), Marco Tullio Cicerone (Orationes Philippicae, Orationes in Catilinam, Epistulae ad Atticum, Orationes: pro Marcello, pro Ligario, pro Deiotaro, De provinciis consularibus), Marco Anneo Lucano (Pharsalia), e una delle parti in causa, Gaio Giulio Cesare, con i Commentarii De bello Gallico e De bello civili oltre ad alcune opere attribuite a persone quantomeno vicine al dittatore romano come:
- De Bello Hispaniensi (La guerra in Spagna) , campagne nella Spagna;
- De Bello Africo (La guerra in Africa) , campagne in Tunisia; e
- De Bello Alexandrino (La guerra ad Alessandria) , campagne ad Alessandria.

Cesare è molto attento a mostrare la guerra come giusta e non un crimine contro lo Stato come affermavano i suoi nemici. È altresì molto attento: nel De bello civili non usa mai il termine hostes per riferirsi ai pompeiani ma adversarius: non nemici, avversari. Sono tutti concittadini di Roma, cives.

## Giudizi storici

### La guerra civile romanzata
- Una versione cinematografica della guerra civile nella prima stagione di Rome prodotto da HBO-BBC. Sebbene migliore di molte riduzioni cinematografiche, la serie si concentra sulla vicenda personale di due soldati, nella quale gli eventi che sconvolgono Roma fanno da sfondo.
- La serie di racconti polizieschi Roma Sub Rosa è in parte situata al tempo di questa guerra civile.